# Монтижу
Монтижу (порт. Montijo; [mõ'tiʒu]) — город в Португалии, центр одноимённого муниципалитета в составе округа Сетубал. Численность населения — 26,5 тыс. жителей (город), 39,2 тыс. жителей (муниципалитет). Город входит в Лиссабонский регион, в субрегион Полуостров Сетубал. Входит в агломерацию Большой Лиссабон. По старому административному делению входил в провинцию Эштремадура.

## Расположение
Город расположен на восточном берегу эстуария реки Тежу напротив города Лиссабон, в 27 км от впадения реки в Атлантический океан.
Муниципалитет граничит:
- на севере — муниципалитет Алкошете
- на востоке — муниципалитет Алкошете
- на юго-востоке — муниципалитет Палмела
- на юго-западе — муниципалитет Мойта
- на северо-западе — устье реки Тежу

## Население
| Население муниципалитета Монтижу (1801—2004) | Население муниципалитета Монтижу (1801—2004) | Население муниципалитета Монтижу (1801—2004) | Население муниципалитета Монтижу (1801—2004) | Население муниципалитета Монтижу (1801—2004) | Население муниципалитета Монтижу (1801—2004) | Население муниципалитета Монтижу (1801—2004) | Население муниципалитета Монтижу (1801—2004) | Население муниципалитета Монтижу (1801—2004) |
| -------------------------------------------- | -------------------------------------------- | -------------------------------------------- | -------------------------------------------- | -------------------------------------------- | -------------------------------------------- | -------------------------------------------- | -------------------------------------------- | -------------------------------------------- |
| 1801                                         | 1849                                         | 1900                                         | 1930                                         | 1960                                         | 1981                                         | 1991                                         | 2001                                         | 2004                                         |
| 2676                                         | 5869                                         | 10 504                                       | 14 832                                       | 30 217                                       | 36 849                                       | 36 038                                       | 39 168                                       | 40 466                                       |

## История
Город основан в 1514 году.

## Районы
| Фрегезии (районы) муниципалитета Монтижу | Фрегезии (районы) муниципалитета Монтижу | Фрегезии (районы) муниципалитета Монтижу | Фрегезии (районы) муниципалитета Монтижу | Фрегезии (районы) муниципалитета Монтижу | Фрегезии (районы) муниципалитета Монтижу | Фрегезии (районы) муниципалитета Монтижу |
| ---------------------------------------- | ---------------------------------------- | ---------------------------------------- | ---------------------------------------- | ---------------------------------------- | ---------------------------------------- | ---------------------------------------- |
| №                                        | Наименование                             | Оригинальное наименование                | Кол-во жителей чел.(2001)                | Территория км²                           | Плотность чел./км²                       | Почтовый индекс                          |
| 1                                        | Афонсоейру                               | Afonsoeiro                               | 3 536                                    | 4,36                                     | 811,01                                   | 2870-000 MONTIJO                         |
| 2                                        | Алту-Эштанкейру - Жардия                 | Alto Estanqueiro — Jardia                | 2 722                                    | 11,16                                    | 243,91                                   | 2870-000 ALTO ESTANQUEIRO-JARDIA         |
| 3                                        | Аталайа                                  | Atalaia                                  | 1 312                                    | 2,65                                     | 495,09                                   | 2870-000 ATALAIA MTJ                     |
| 4                                        | Канья                                    | Canha                                    | 1 907                                    | 207,73                                   | 9,18                                     | 2985—000 CANHA                           |
| 5                                        | Монтижу                                  | Montijo                                  | 22 915                                   | 26,34                                    | 869,97                                   | 2870-000 MONTIJO                         |
| 6                                        | Пегойнш                                  | Pegões                                   | 2 104                                    | 28,09                                    | 74,9                                     | 2985-000 PEGOES                          |
| 7                                        | Санту-Изидру-де-Пегойнш                  | Santo Isidro de Pegões                   | 1 454                                    | 55,33                                    | 26,28                                    | 2985-000 SANTO ISIDRO DE PEGOES          |
| 8                                        | Сарильюш-Грандеш                         | Sarilhos Grandes                         | 3 218                                    | 11,69                                    | 275,28                                   | 2870-000 SARILHOS GRANDES                |